# Vale pedaalmot
De vale pedaalmot (Argyresthia pygmaeella) is een vlinder uit de familie van de pedaalmotten (Argyresthiidae). De spanwijdte van de vlinder bedraagt 10 tot 13 millimeter. Het vlindertje komt verspreid over Europa, Noord-Azië en Noord-Amerika voor.

## Waardplanten
De waardplanten van de vale pedaalmot zijn boswilg en grauwe wilg.

## Voorkomen in Nederland en België
De vale pedaalmot is in Nederland en in België een schaarse en lokale soort. In Nederland wordt de soort vooral in Limburg gezien. De soort is vooral te zien in juni.